# Збірна Фінляндії з хокею із шайбою
Збірна Фінляндії з хокею із шайбою — національна команда Фінляндії, що представляє країну на міжнародних змаганнях з хокею із шайбою. Опікується командою Фінський хокейний союз, команда постійно входить до чільної 6 світового хокею, а в самій Фінляндії офіційно налічується 52 597 хокеїстів. Національна хокейна команда здобувала численні нагороди на чемпіонатах світу та олімпійських турнірах.

## Результати

### Виступи на Олімпійських іграх
- 1952 — 7-е місце
- 1956 — не брала участі
- 1960 — 7-е місце
- 1964 — 6-е місце
- 1968 — 5-е місце
- 1972 — 5-е місце
- 1976 — 4-е місце
- 1980 — 4-е місце
- 1984 — 6-е місце
- 1988 — срібний призер
- 1992 — 7-е місце
- 1994 — бронзовий призер
- 1998 — бронзовий призер
- 2002 — 6-е місце
- 2006 — срібний призер
- 2010 — бронзовий призер
- 2014 — бронзовий призер
- 2018 — 6-е місце
- 2022 — чемпіон

### Виступи на Кубку світу
- 1996 — чвертьфінал
- 2004 — 2-е місце
- 2016 — 8-е місце

### Виступи на чемпіонаті світу
- 1949 — 7-е місце
- 1950 — не брала участі
- 1951 — 7-е місце
- 1953 — не брала участі
- 1954 — 6-е місце
- 1955 — 8-е місце
- 1957 — 5-е місце
- 1958 — 6-е місце
- 1959 — 6-е місце
- 1961 — 7-е місце
- 1962 — 4-е місце
- 1963 — 5-е місце
- 1965 — 7-е місце
- 1966 — 7-е місце
- 1967 — 6-е місце
- 1969 — 5-е місце
- 1970 — 4-е місце
- 1971 — 4-е місце
- 1972 — 4-е місце
- 1973 — 4-е місце
- 1974 — 4-е місце
- 1975 — 4-е місце
- 1976 — 5-е місце
- 1977 — 5-е місце
- 1978 — 7-е місце
- 1979 — 5-е місце
- 1981 — 6-е місце
- 1982 — 5-е місце
- 1983 — 7-е місце
- 1985 — 5-е місце
- 1986 — 4-е місце
- 1987 — 5-е місце
- 1989 — 5-е місце
- 1990 — 6-е місце
- 1991 — 5-е місце
- 1992 — срібний призер
- 1993 — 7-е місце
- 1994 — срібний призер
- 1995 —  чемпіон
- 1996 — 5-е місце
- 1997 — 5-е місце
- 1998 — срібний призер
- 1999 — срібний призер
- 2000 — бронзовий призер
- 2001 — срібний призер
- 2002 — срібний призер
- 2003 — бронзовий призер
- 2004 — 5-е місце
- 2005 — 7-е місце
- 2006 — бронзовий призер
- 2007 — срібний призер
- 2008 — бронзовий призер
- 2009 — 5-е місце
- 2010 — 6-е місце
- 2011 —  чемпіон
- 2012 — 4-е місце
- 2013 — 4-е місце
- 2014 — срібний призер
- 2015 — 6-е місце
- 2016 — срібний призер
- 2017 — 4-е місце
- 2018 — 5-е місце
- 2019 —  чемпіон
- 2021 — срібний призер
- 2022 —  чемпіон
- 2023 — 7-е місце
- 2024 — 8-е місце
- 2025 — 7-е місце

## Склад команди
Склад гравців на чемпіонаті світу 2015
Станом на 17 травня 2015
Воротарі
| №  | Гравець     | Хват | Зріст  | Вага  | Дата народження  | Команда           |
| -- | ----------- | ---- | ------ | ----- | ---------------- | ----------------- |
| 32 | Юусе Сарос  | Л    | 179 см | 82 кг | 19 квітня 1995   | ГПК Гямеенлінна   |
| 33 | Атте Енгрен | Л    | 185 см | 84 кг | 19 лютого 1988   | Атлант Митищі     |
| 35 | Пекка Рінне | Л    | 196 см | 89 кг | 3 листопада 1982 | Нашвілл Предаторс |

Захисники
| №  | Гравець        | Хват | Зріст  | Вага  | Дата народження   | Команда                   |
| -- | -------------- | ---- | ------ | ----- | ----------------- | ------------------------- |
| 2  | Юркі Йокіпакка | Л    | 190 см | 90 кг | 20 серпня 1991    | Даллас Старс              |
| 6  | Туукка Мянтюля | Л    | 173 см | 82 кг | 25 травня 1981    | Амур Хабаровськ           |
| 7  | Еса Лінделл    | Л    | 191 см | 94 кг | 23 травня 1994    | Ессят Порі                |
| 18 | Самі Лепісто А | Л    | 185 см | 88 кг | 17 жовтня 1984    | Автомобіліст Єкатеринбург |
| 28 | Анссі Салмела  | Л    | 185 см | 91 кг | 13 серпня 1984    | Фер'єстад Карлстад        |
| 38 | Юусо Хієтанен  | П    | 180 см | 85 кг | 11 червня 1985    | Торпедо Нижній Новгород   |
| 55 | Атте Охтамаа   | Л    | 188 см | 92 кг | 6 листопада 1987  | Йокеріт Гельсінкі         |
| 63 | Топі Яакола    | Л    | 188 см | 90 кг | 15 листопада 1983 | Йокеріт Гельсінкі         |

Нападники
| №  | Гравець           | Хват | Зріст  | Вага   | Дата народження | Команда                 |
| -- | ----------------- | ---- | ------ | ------ | --------------- | ----------------------- |
| 15 | Туомо Рууту А     | Л    | 184 см | 94 кг  | 16 лютого 1983  | Нью-Джерсі Девілс       |
| 16 | Олександр Барков  | Л    | 191 см | 96 кг  | 2 вересня 1995  | Флорида Пантерс         |
| 20 | Янне Песонен      | Л    | 181 см | 83 кг  | 11 травня 1982  | ХК Шеллефтео            |
| 23 | Оссі Лоухіваара   | П    | 186 см | 89 кг  | 31 серпня 1983  | ХК Лозанна              |
| 24 | Йоонас Кемппайнен | Л    | 188 см | 95 кг  | 7 квітня 1988   | Кярпят Оулу             |
| 25 | Юха-Пекка Хютенен | Л    | 178 см | 84 кг  | 22 травня 1981  | ХК Лозанна              |
| 26 | Яркко Іммонен     | П    | 186 см | 96 кг  | 19 квітня 1982  | Торпедо Нижній Новгород |
| 27 | Петрі Контіола    | П    | 180 см | 85 кг  | 11 червня 1985  | Локомотив Ярославль     |
| 36 | Юссі Йокінен С    | Л    | 183 см | 87 кг  | 1 квітня 1983   | Флорида Пантерс         |
| 41 | Антті Пільстрем   | Л    | 180 см | 82 кг  | 22 жовтня 1984  | Салават Юлаєв Уфа       |
| 50 | Юхаматті Аалтонен | П    | 184 см | 85 кг  | 4 червня 1985   | Йокеріт Гельсінкі       |
| 70 | Теему Хартікайнен | Л    | 186 см | 100 кг | 3 травня 1990   | Салават Юлаєв Уфа       |
| 71 | Лео Комаров       | Л    | 180 см | 90 кг  | 23 січня 1987   | Торонто Мейпл-Ліфс      |
| 72 | Йоонас Донськой   | П    | 183 см | 84 кг  | 13 квітня 1992  | Кярпят Оулу             |

Тренерський штаб
| Функція              | Ім'я            | Громадянство | Дата народження |
| -------------------- | --------------- | ------------ | --------------- |
| Головний тренер      | Карі Ялонен     | Фінляндія    | 6 січня 1960    |
| Асистент тренера     | Вілле Пельтонен | Фінляндія    | 24 травня 1973  |
| Асистент тренера     | Лаурі Мар'ямякі | Фінляндія    | 29 травня 1977  |
| Асистент тренера     | Арі Мойсанен    | Фінляндія    | 7 вересня 1971  |
| Генеральний менеджер | Єре Лехтінен    | Фінляндія    | 24 червня 1973  |